# Sportklassifikationssystemet i Sovjetunionen

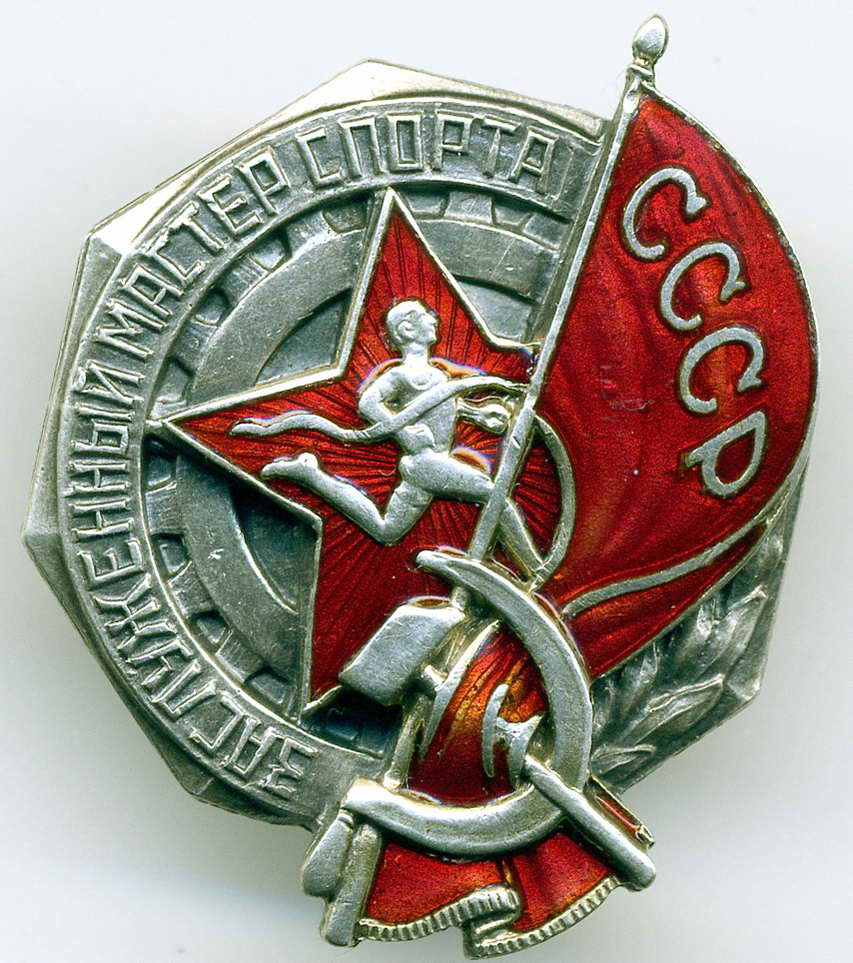
Medaljen Hedrad idrottsmästare i Sovjetunionen.

Sportklassifikationssystemet i Sovjetunionen (ryska: Единая Всесоюзная спортивная классификация, Enande Allsovjetiska sportklassifikationen) var en rad utmärkelser som tilldelades sovjetiska idrottare. Klassificeringssystemet grundades 1935 och baserades på olika klassificeringar, som innan hade funnits i flera idrottsgrenar. Standarderna blev reviderade vart fjärde år, efter de Olympiska spelen, detta för att återspegla de nya kraven för fysisk träning. Standarderna innehöll de normer, principer och villkor, som krävdes för tilldelning av sporttitlar.

## Sovjetunionen
Under 1970-talet fanns följande Klassificeringssystem för idrottare i Sovjetunionen, i fallande ordning efter värdet: 
- Hedrad idrottsmästare i Sovjetunionen, (ryska: заслуженный мастер спорта СССР, förkortat "змс"), motsvarar internationella mästare som har lämnat värdefulla bidrag till idrotten
- Idrottsmästare i Sovjetunionen, internationell klass (ryska: мастер спорта СССР международного класса; förkortas "мсмк"), motsvarar internationella mästare
- Idrottsmästare i Sovjetunionen (ryska: мастер спорта СССР; förkortas "мс"), motsvarar nationella mästare
- Idrottsmästare i Sovjetunionen, kandidat (ryska: кандидат в мастера спорта СССР; förkortas "кмс"), motsvarar nationellt rankad spelare/idrottare
- Första klassens idrottare (ryska: спортсмен 1-го разряда), motsvarar regionala mästare
- Andra klassens idrottare (ryska: спортсмен 2-го разряда), motsvarar länsmästare
- Tredje klassens idrottare (ryska: спортсмен 3-го разряда), motsvarar kommunmästare
- Första klassens junioridrottare (ryska: спортсмен 1-го юношеского разряда)
- Andra klassens junioridrottare (ryska: спортсмен 2-го юношеского разряда)
- Tredje klassens junioridrottare (ryska: спортсмен 3-го юношеского разряда)

Idrottare som kvalificerat sig för en titel tilldelades även en medalj. 
Detta klassificeringssystem fanns fram till upplösningen av Sovjetunionen 1991. 

## Efter Sovjetunionen

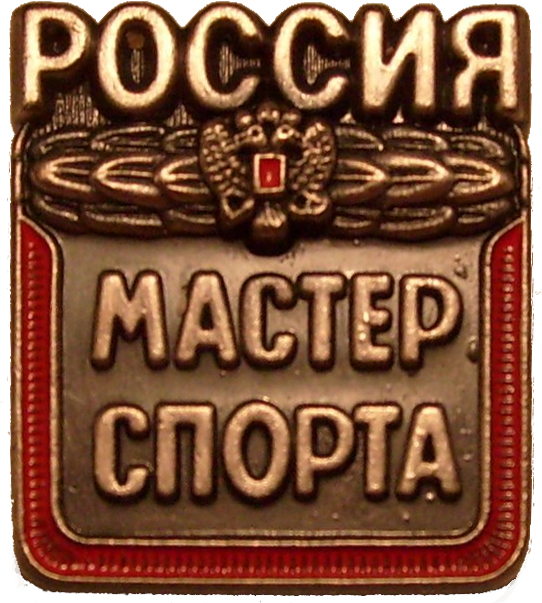
Medaljen Master sporta i Ryssland.

Systemet har vidareförts i flera av de före detta sovjetrepublikerna, till exempel Ryssland, Ukraina och Vitryssland. Det nya systemet behöll samma titlar, men bytte landsbeteckning, som kan ses på bilden här bredvid, i exemplet från СССР till РОССИЯ (Ryssland).

## Utländska titelinnehavare
Titeln Hedrad idrottsmästare i Sovjetunionen har flera gånger tilldelas utlänningar. Framför allt 1972, till Sovjetunionens 50-årsdag. Bland andra dessa idrottare: 
- Maria Gigova
- András Balczó
- Karin Janz
- Li Ho-juni
- Teofilo Stevenson
- Khorloogiin Bayanmönkh
- Włodzimierz Lubański
- Nicolae Martinescu
- Ondrej Nepela

Den nederländska landhockeyspelaren Mark Sluiter innehar den reguljära titeln Idrottsmästare i Sovjetunionen, som bygger på hans framgångar i Sovjetunionen. Han var bosatt, studerade och arbetade i Moskva under flera år under 1980-talet. Han spelade då med Moscovian Hockey Club FILI. Klubben vann Sovjetunionens nationella cup så han och hans lagkompisar fick titeln Idrottsmästare i Sovjetunionen. Sluiter bor och arbetar numera i sitt hemland, Nederländerna, och är fortfarande aktiv som landhockeyspelare. 